# Wilhelm von Rahden
El barón Wilhelm von Rahden (Breslau, actual Breslavia, 10 de agosto de 1793 - Gotha, 2 de noviembre de 1860) fue un militar y escritor alemán.

## En las guerras napoleónicas, Rusia y Holanda
Educado en una escuela militar, se alistó en el ejército prusiano en 1809 y participó como teniente en las campañas de Sajonia, Francia y Bélgica durante las guerras napoleónicas en los años 1813 a 1815. Fue herido en las batallas de Lützen, Leipzig y Waterloo. En 1829 dejó, con el grado de capitán, el servicio en el ejército prusiano para alistarse con este rango en el estado mayor del ejército ruso, ocupando su destino durante un año. En 1832 participó como artillero entre los defensores de la ciudadela de Amberes, donde fue gravemente herido.

## En España
Se hallaba a principios de 1837 en Inglaterra cuando recibió la oferta de un enlace carlista para ir a España a servir en el ejército carlista del Pretendiente que había provocado la llamada Primera Guerra Carlista, al tratar de hacerse con el trono de España ocupado por Isabel II. En abril de 1837 llegó a Navarra por un paso fronterizo de los Pirineos, siendo conducido al cerco que tenía establecido el ejército carlista a la ciudad de San Sebastián desde 1835 y donde pocos días antes se había celebrado, al tratar las fuerzas isabelinas sitiadas de romper el cerco, la Batalla de Oriamendi, operación en la que fracasaron con rotundidad. Días después fue recibido por el infante Sebastián, comandante jefe de las fuerzas carlistas del ejército del Norte, en su cuartel en Hernani. Más tarde diría que en los periódicos había leído las proezas de este jefe y que quedó defraudado al ver que se trataba de un hombre joven con aspecto de anciano, prácticamente calvo, poca barba, continente nada militar y que evitó hablarle de la situación de la guerra que se estaba librando, limitándose a hablarle con admiración de Napoleón Bonaparte y Federico el Grande, acabando Rahden por darse cuenta de que su interlocutor se estaba comparando con esos personajes.
«Se acentuó mi sospecha cuando vi que mi interlocutor se apoyaba teatralmente en un gran sable de caballería que le llegaba hasta los hombros».
Recibió orden de marchar a Estella a presentarse al Pretendiente, que había establecido allí su corte y donde estaba realizando los preparativos para poner en marcha la Expedición Real que debería llevarlo a ocupar el trono en Madrid. Rahden se había traído el último uniforme que había utilizado, el vistoso uniforme del ejército holandés, y adornado con las cuatro condecoraciones que tenía en su haber, fue recibido el 10 de mayo por el Pretendiente. Nada más verlo, éste lo ascendió a teniente coronel, con gran sorpresa de Rahden ya que nunca había tenido el rango de comandante, imprescindible para ser ascendido a teniente coronel. Otros alemanes que servían a los carlistas, al ver el grado militar que le había sido concedido, le comentaron que con los carlistas las cosas marchaban más rápidas que en Prusia. Entre ellos se encontraba el príncipe Félix Lichnowsky, que habiendo llegado tres meses antes al ejército carlista, ya había sido nombrado general de brigada, con 23 años.
El 15 de mayo de 1837, la expedición carlista atravesó el río Arga en dirección este, teniendo programado avanzar por el Norte de Aragón, llegar a Cataluña y con las fuerzas carlistas allí existentes, apoderarse y afianzar el régimen carlista en esta región, cruzar a continuación el Ebro para, unida a las tropas de Ramón Cabrera que dominaban el Maestrazgo, asaltar Madrid.
En un principio, Rahden debería haberse hecho cargo de la artillería de la expedición, pero los cañones no pudieron ser transportados al otro lado del río al no haberse previsto construir embarcaciones capaces de soportar su peso, permaneciendo estos en Navarra. Rahden participó activamente en las batallas de Huesca, Barbastro, Guisona, Chiva y Villar de los Navarros que se entablaron durante esta campaña. Siendo un excelente topógrafo, siempre dibujó antes de iniciarse cada una de estas batallas los planos topográficos del terreno en el que se había de combatir. Mostró su sorpresa y disgusto cuando llegados ante Madrid, el Pretendiente desistió de asaltar la capital, siendo pocos días después obligada la expedición por el ejército isabelino de Baldomero Espartero a volver al territorio carlista vasco-navarro. Rahden no omitió describir ni las penalidades que sufrió la tropa carlista ni los desmanes cometidos durante la marcha tanto de ida como de vuelta, al carecer el mando de la expedición de organización suficiente para proveer con alimentos a su tropa.
Vuelta la expedición al país del que había partido, Rahden fue nombrado comandante de la costa cantábrica, siendo enviado tras el nombramiento de Rafael Maroto como jefe del ejército vasco-navarro, a marchar por Francia y desde allí por Cataluña al Maestrazgo a ponerse a las órdenes de Cabrera. Habiéndose exiliado el Pretendiente tras el Convenio de Oñate a Francia, fijando su residencia en Bourges, Cabrera mandó a Rahden a Francia para que informase al Pretendiente sobre la situación en el Maestrazgo y volviese inmediatamente de Francia con dinero y armas, aunque acabó rectificando sus órdenes con un:
«¡Qué carajo! ¡qué diablos! No necesito dinero. Tráeme armas. El dinero yo sabré encontrarlo».
Y también debería comunicar que era imprescindible que el hijo del Pretendiente viniese al Maestrazgo para dar ánimo a la tropa y a la población, tal como en 1834 había hecho el Pretendiente cuando, huyendo de su residencia en Inglaterra, se presentó en Navarra ante Zumalacárregui, dando con su presencia gran impulso a la decaída tropa carlista. Todas estas peticiones le fueron dadas a Rahden oralmente. Tras una azarosa travesía por el alto Aragón, pasó a Francia, siendo recibido el 31 de diciembre de 1839 por el Pretendiente en Bourges. Éste le escuchó con gran atención pero ante su insistencia para tomar inmediatamente decisiones, le despidió con un
«Mañana, barón».
Al salir Rahden a la calle, fue detenido por la policía francesa, encerrado siete días en un calabozo y deportado finalmente por Estrasburgo a Alemania. Aquí dice Rahden: «Después de haber hecho con los carlistas cuatro campañas durísimas, volví a mi patria en la mayor penuria. Pero en mi pecho guardaba como recompensa la satisfacción de haber cumplido con mi deber. Y traía, también en el pecho, una cartera gastada y deslucida que contenía mis memorias escritas durante varios años».
Desde Bourges recibió en 1840 el nombramiento de general de brigada a propuesta de Cabrera y le fueron ratificadas las condecoraciones de la cruz de Caballero de Carlos III y la de Isabel la Católica recibidas en España. Los ocho mil francos que se le adeudaban en concepto de pagas devengadas no los llegó a recibir jamás.

## Su retiro en Alemania
Habiendo encontrado cobijo en Alemania entre militares alemanes que se hicieron cargo tanto de su sustento como del cuidado de las heridas malcuradas que traía de España, comenzó a escribir sus memorias, bajo el título Wanderungen eines alten Soldaten, divididas en tres partes. La primera dedicada al periodo de 1813 a 1815; la segunda a su actuación al servicio de Rusia y Holanda y la tercera a su participación en la Primera Guerra Carlista. También escribió una obra sobre Cabrera y otra sobre Gómez, que tanta admiración había provocado en Europa con su expedición de 1836. Con excepción de la primera parte de sus memorias, sus restantes obras van acompañadas de excelentes mapas dibujados por él mismo. De 1845 a 1849 fue huésped de la duquesa Dorothea von Sagan, pero volvió a tomar las armas en combates en Silesia y contra los revolucionarios de Baden. A partir de 1849 y hasta su fallecimiento vivió en el palacio Friedenstein, junto a Gotha, en el círculo del duque de Sajonia-Coburg y Gotha.

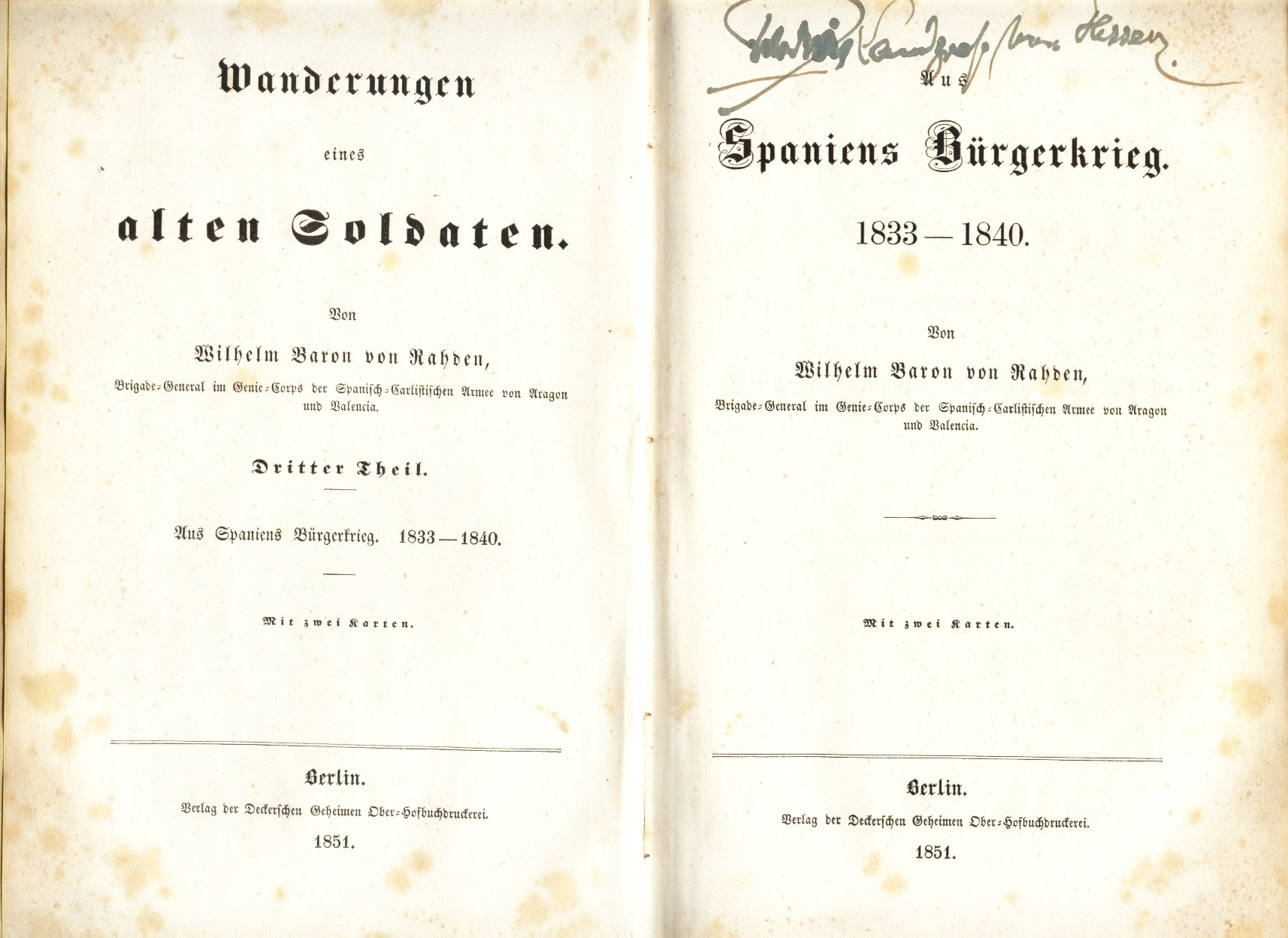
Portada de la parte tercera de sus Memorias (Wanderungen eines alten Soldaten).

## Obras
- Cabrera. Erinnerungen aus dem Spanischen Bürgerkrieg. Frankfurt am Main, 1840
- Wanderungen eines alten Soldaten. Erster Teil. Berlín, 1846
- Wanderungen eines alten Soldaten. Zweiter Teil. Berlín, 1847
- Wanderungen eines alten Soldaten. Dritter Teil. Berlín, 1851
- Miguel Gomez. Ein Lebenslichtbild. Berlín, 1859

Existe edición abreviada española de la parte tercera de sus memorias, en la que se han suprimido los capítulos que Rahden dedica a contar los sucesos de la guerra ocurridos antes de su llegada a España. Se trata de la obra: Andanzas de un veterano de la Guerra de España (1833–1840). Pamplona, 1965.